# Rimska osobna imena na hrvatskom jeziku
Rimska osobna imena uvijek se prevode na hrvatski. Takva je tradicija, postoje hrvatski oblici za sva rimska imena. 

Prvo poglavlje govori o korištenju imena u rimskom društvu. 

Drugo poglavlje navodi najčešća imena. 
Par općih pravila za prevođenje nastavaka:

ius -> ije (Marius -> Marije) 

us -> / (Varus -> Var) 

o -> on (Naso -> Nazon) 

Vidi i: Točno pisanje klasičnih imena
Napomena: Ako želite pretraživati imena, koristite opciju vašeg browsera za pretraživanje stranice 
ili iskopirajte cijeli članak u Word ili Notepad i tamo tražite riječi opcijom "Find".

## Građani, stranci i robovi

### Muška imena
Većina Rimljana imala je tri imena: praenomen, nomen i cognomen.  

Rimljani su spominjali jedni druge u obliku cognomen, ili rjeđe praenomen+nomen. Na primjer, kad bi se u 
rimskom društvu spominjao muškarac po imenu Kasije Tulije Lateran, zvali bi ga "Lateran" ili "Kasije Tulije". 

Tijekom republike i ranog carstva, sustav tri imena (tria nomina) bio je važan za razlikovanje građana, 
negrađana (peregrimus) i robova, koji su imali samo jedno ime. Negrađani koji bi stekli rimsko građanstvo, npr. nerimski veterani, 
obično bi uzeli nomen suvremenog cara. U vrijeme cara Karakale (211-217.),  praktički svi ljudi u carstvu postali su 
rimski građani, pa je sustav tri imena izgubio na važnosti.

### Ženska imena
Rimljanke su obično dobivale ženski oblik očeva nomen, a ponekad i cognomen. 

Za svakodnevni govor vrijedilo je isto što i za muškarce. Na primjer, kad bi se u rimskom društvu spominjala žena po imenu 
Sekunda Arminija Plauta, zvali bi je "Plauta" ili "Sekunda Arminija". 

Ženski nomen završavao je na "-a" ili "-illa" umjesto na muški nastavak "-us": Claudia (od Claudius), Flavia (od Flavius).   
Ženski se oblik koristio i kad se govorilo o gens (porodici): gens Claudia (klaudijevci), gens Flavia (flavijevci). 
Ženski praenomen, ako ga je bilo, obično je samo određivao redoslijed kćeri po rođenju: Prima, Sekunda, Tercija itd. 

Rimljanke udajom nisu mijenjale imena.

### Imena robova
Robovi službeno nisu imali imena, nego su koristili vlasnikov praenomen kojem su dodavali nastavak "-por" (od "puer", tj. dečko). 
Na primjer, Markipor je bio Markov rob, Lucipor je bio Lucijev rob. Kasnije je ušlo u modu davati robovima grčka imena, uz koja je često išao neki oblik vlasnikova imena. 
Kad bi postao slobodnjak, rob bi preuzeo praenomen i nomen bivšeg vlasnika, a svoje izvorno ime uzeo bi kao cognomen, 
iako je bilo i onih koji su sami birali praenomen.

### Strana imena
Kako je Rim osvajao zemlje izvan italskog poluotoka, uvedena su mnoga strana imena.   
Nerimski veterani i drugi stranci koji bi postali građani Rima smjeli su sačuvati barem dio svojih izvornih imena, što su mnogi i radili. 
Evo nekoliko takvih imena, uglavnom helenskih: 

Amandije (Amandio)

Antigon (Antigonus)

Antije (Antius)

Antioh (Antiochus)
 
Apolonije (Apollonius)

Aptor (Apthorus)

Artemidor (Artemidorus)

Autobul (Autobulus)

Brok (Brocchus)

Buko (Buccio)

Cecina (Caecina)

Diodot (Diodotus)

Dioges (Dioges)

Diotim (Diotimus)

Epikid (Epicydes)

Filadelf (Philadelphus)

Fundan (Fundanus)

Glikon (Glycon)

Herklid (Herclides)

Hikezije (Hicesius)

Hilon (Chilo)

Kozmo (Cosmus)

Mikon (Micon)

Mitridat (Mithridates)

Narcis (Narcissus)

Nikandar (Nicander)

Nikija (Nicia)

Nikotel (Nicoteles)

Parmenion (Parmenion)

Piram (Pyramus)

Pition (Pythion)

Plokam (Plocamus)

Soterid (Soterides)

Talam (Thalamus)

Tarauta (Tarautas)

Teodor (Theodorus)

Teodot (Theodotus)

Trofim (Trophimus)

## Tri imena

### Prvo ime: praenomen
Praenomen (množina: praenomina) je prvi element u sustavu tri imena (tria nomina) koji su koristili rimski građani. 
Ovo "prvo ime" bilo je uglavnom nevažno i rijetko se koristilo samo za sebe. Često je bilo isto kao očev praenomen. 
  
Masovno se koristio vrlo malen broj tih prvih imena. Za ženski praenomen vidi poglavlje "Ženska imena", a evo glavnih muških: 

Amulije (Amulius)

Apije (Appius) - kratica: App.

August (Augustus)

Aulo (Aulus) - kratica: A.

Decim (Decimus) - kratica: D.

Flavije (Flavius)

Gaj (Caius ili Gaius) - kratica: C.

Galerije (Galerius)

Galije (Gallio)

Gnej (Gnaeus ili Cnaeus) - kratica: Cn.

Julijan (Julianus)

Kasije (Cassius)

Kezo (Kaeso ili Caeso) - kratica: K.

Kvint (Quintis ili Quintus) - kratica: Q.

Lucije (Lucius) - kratica: L.

Manije (Manius)

Marko (Marcus) - kratica: M.

Numerije (Numerius) - kratica: N.

Opije (Oppius)

Plak (Placus)

Publije (Publius) - kratica: P.

Sekst (Sextus) - kratica: Sex.

Sekund (Secundus)

Servije (Servius) - kratica: Ser.

Spurije (Spurius) - kratica: Sp.

Tercije (Tertius)

Tiberije (Tiberius) - kratica: Ti.

Tit (Titus) - kratica: T.

Vibije (Vibius)

Ime "Apije" su često koristili klaudijevci. Ime "Kezo" su često koristili fabijevci.

### Drugo ime: nomen
Nomen (množina: nomina) imao je i duži naziv, nomen gentilicum, jer je određivao čovjekovu porodicu (gens) i gotovo je uvijek završavao na "-ius". 
Bilo je to drugo od tri imena rimskog građanina. Za ženski oblik vidi poglavlje "Ženska imena". 

Slijedi popis nekih poznatih nomen.
Zvjezdicom (*) su označena patricijska imena. Patricijske su obitelji bile važne još od pradavnih vremena, prije rimskih kraljeva. 
Zato su ostale ugledne i pod republikom i pod ranim carstvom. 
A
Acij (Atius)

Acilije (Acilius)

Alban (Albanus)

Alekt (Allectus)

Amacije (Amatius)

Ancij (Antius)

Antonije (Antonius)

Arije (Arrius)

Armin (Arminus)

Artorije (Artorius)

Atej (Ateius)

Acije (Attius)

Atilije* (Atilius)

Atrije (Atrius)

Atronije (Atronius)

August (Augustus)

Aulo (Aulus)

Aurelije* (Aurelius)

Auzonije (Ausonius)

Avizije (Avisius)

B
Barije (Barrius)

Blandije (Blandius)

Brucije (Bruccius)

Brutije (Bruttius)

C
Celat (Celatus)

Cipije (Cipius)

D
Deksije (Dexius)

Dekumije (Decumius)

Desticije (Desticius)

Didije (Didius)

Dilije (Dillius)

Dionizije (Dionysius)

Domicije* (Domitius)

Dosenije (Dossenius)

Druz (Drusus)

Ducije (Duccius)

Duronije (Duronius)

E
Ebucije (Aebutius)

Edinije (Aedinius)

Egnacije (Egnatius)

Ekvicije (Equitius)

Epidije (Epidius)

F
Fabije* (Fabius)

Fadije (Fadius)

Falerije (Falerius)

Faventin (Faventinus)

Favonije (Favonius)

Fenije (Fenius)

Festinije (Festinius)

Flak (Flaccus)

Flavije* (Flavius)

Flavinije (Flavinius)

Flavonije (Flavonius)

Floridije (Floridius)

Florije (Florius)

Floronije (Floronius)

Frank (Francus)

Fulcinije (Fulcinius)

Fulvije (Fulvius)

Fundan (Fundanus)

G
Gabinije (Gabinius)

Gal (Gallus)

Galen (Galenus)

Galerije (Galerius)

Gavije (Gavius)

Gelije (Gellius)

Germanik (Germanicus)

Granije (Granius)

Grat (Gratus)

Gratidije (Gratidius)

H
Helvecije (Helvetius)

Helvije (Helvius)

Herenije (Herennius)

Herije (Herius)

Herminije (Herminius)

Horacije (Horatius)

Hortenzije (Hortensius)

Hostilije (Hostilius)

Hozidije (Hosidius)

I
Invencije (Inventius)

J
Julije (Iulius ili Iulius)

Junije (Junius)

Just (Justis ili Justus)

Juvencije (Juventius)

K
Kalatorije (Calatorius)

Kalidije (Calidius)

Kalpurnije (Calpurnius)

Kalvencije (Calventius)

Kalvin (Calvinus)

Kamilo* (Camillus)

Kaprenije (Caprenius)

Karije (Carius)

Karistanije (Caristanius)

Kasijan (Cassianus)

Klaudije* (Claudius)

Klodije* (Clodius)

Klovije (Clovius)

Kluntije (Cluntius)

Kominije (Cominius)

Kordije (Cordius)

Kornelije* (Cornelius)

Koskonije (Cosconius)

Krisp (Crispus)

Kurcije (Curtius)

Kurije (Curius)

Kvincije (Quintius)

Kvintilije (Quintilius)

Kvirinije (Quirinius)

L
Lafrenije (Lafrenius)

Lampronije (Lampronius)

Letonije (Laetonius)

Liburnije (Liburnius)

Licinije (Licinius)

Ligustinije (Ligustinius)

Livije* (Livius)

Lolije (Lollius)

Longin (Longinus)

Lucije (Lucius)

Lucilije (Lucilius)

Luzije (Lusius)

M
Macije (Matius)

Makrin (Macrinus)

Maksimije (Maximius)
 
Malije (Mallius)

Mamilije (Mamilius)

Manilije (Manilius)

Manlije* (Manlius)

Marcije (Marcius)

Marije (Marius)

Mecilije (Maecilius)

Melije (Maelius)

Memije (Memmius)

Merkurije (Mercurius)

Mesijen (Messienus)

Metilije (Metilius)

Milonije (Milonius)

Minucije (Minucius)

Modije (Modius)

Mucije (Mucius)

Munacije (Munatius)

Munije (Munius)

Murije (Murrius)

N
Nazenije (Nasennius)

Nemetorije (Nemetorius)

Nepije (Nepius)

Nevije (Naevius)

Nigidije (Nigidius)

Nigilije (Nigilius )

Nipije (Nipius)

Norban (Norbanus)

Novije (Novius)

Numerije (Numerius)

O
Olcinije (Olcinius)

Opije (Oppius)

Opsije (Opsius)

Oranije (Oranius)

Otacilije (Otacilius)

P
Papelije (Papellius)

Papije (Papius)

Papinije* (Papinius)

Papirije* (Papirius)

Peltrasije (Peltrasius)

Pescenije (Pescennius)

Petelije (Petellius)

Petilije (Petilius)

Petronije (Petronius)

Pezencije (Paesentius)

Pinar* (Pinarus)

Piscije (Piscius)

Pizencije (Pisentius)

Placid (Placidus)

Plautije (Plautius)

Plinije (Plinius)

Plocije (Plotius)

Polije (Pollius)

Pomponije (Pomponius)

Pomptin (Pomptinus)

Poncidije (Pontidius)

Poncije (Pontius)

Popidije (Popidius)

Porcije (Portius)

Postumije* (Postumius)

Publik (Publicus)

Pupije (Pupius)

R
Rabirije (Rabirius)

Ruf (Rufus)

Rufije (Rufius)

Rufin (Rufinus)

Rufrije (Rufrius)

Rutilije* (Rutilius)

Ruzonije (Rusonius)

S
Sabucije (Sabucius)

Sacerd (Sacerdus)

Salonije (Salonius)

Salustije (Sallustius)

Salvije (Salvius)

Scipion (Scipio)

Sejus (Seius)

Sekstije (Sextius)

Sekstilije (Sextilius)

Sekundije (Secundius)

Sekundinije (Secundinius)

Sempronije* (Sempronius)

Sencije (Sentius)

Senije (Sennius)

Septimije (Septimius)

Sepunije (Sepunius)

Sepurcije (Sepurcius)

Sergije* (Sergius)

Servilije* (Servilius)

Sestije (Sestius)

Sidonije (Sidonius)

Silije (Silius)

Sitije (Sittius)

Skribonije (Scribonius)

Socelije (Socellius)

Sornacije (Sornatius)

Spurije (Spurius)

Stacije (Statius)

Statilije (Statilius)

Stercinije (Stertinius)

Suedije (Suedius)

Sulpicije* (Sulpicius)

T
Tadije (Tadius)

Talmudije (Talmudius)

Tanicije (Tanicius)

Tecije (Tetius)

Tercinije (Tertinius)

Ticije (Titius)

Ticinije (Titinius)

Trebacije (Trebatius)

Trebelije (Trebellius)

Tremelije (Tremellius)

Tucije (Tuccius)

Tulije (Tullius)

U
Ulije (Uulius)

Ulpijan (Ulpianus)

Ulpije (Ulpius)

Umbrenije (Umbrenius)

Urgulanije (Urgulanius)

V
Vagionije (Vagionius)

Vagnije (Vagnius)

Valerije* (Valerius)

Valg (Valgus)

Varije (Varius)

Vasin (Vassinus)

Vatinije (Vatinius)

Vedije (Vedius)

Velije (Velius)

Velv (Velvus)

Ver (Verus)

Veranije (Veranius)

Verekundije (Verecundius)

Vergilije (Vergilius)

Vesnije (Vesnius)

Vezuvije (Vesuvius)

Vibenije (Vibenius)

Vibidije (Vibidius)

Viducije (Viducius)

Viktricije (Victricius)

Vinicije (Vinicius)

Vipsanije (Vipsanius)

Viridije (Viridius)

Virije (Virius)

Vitruvije (Vitruvius)

Volkacije (Volcatius)

Volumnije (Volumnius)

Volusen (Volusenus)

### Treće ime: cognomen
Cognomen (množina: cognomina) je bio treće od tri imena rimskog građanina. Moglo bi se reći da je to bio nadimak, jer je cognomen izdvajao 
pojedinca od svih njegovih rođaka koji su nosili isti praenomen i nomen. Često se cognomen birao na temelju neke tjelesne ili karakterne vrline ili mane. 
Ponekad se dodavao da označi mjesto rođenja, pretke ili neki veliki pothvat ili događaj u čovjekovu životu. 
Bilo je mnogo sličnih cognomena, npr. Aquila - Aquilius - Aquillius ("orao"),  Crispian - Crispin - Crispus ("kovrčavi"). 
Neki su imali i drugi cognomen, koji se zove agnomen (množina: agnomina). Poznati su agnomina koji su se davali za vojne uspjehe. 
Zvali su se po regiji gdje je postignuta pobjeda, a obično su ih dobivali vojskovođe. Ponekad su bili nasljedni.
Primjer: Publije (praenomen) Kornelije (nomen) Scipion (cognomen) Afrički (agnomen)
Evo i drugih:
Afrički (Africanus)

Ahejski (Achaicus)

Atički (Atticus)

Azijski (Asiaticus)

Balearski (Balearicus)

Brigantski (Briganticus)

Britanik (Britannicus)

Dalmatinski (Dalmaticus)

Getulički (Gaetulicus)

Galski (Gallicus)

Germanik (Germanicus)

Helvecijski (Helveticus)

Isaurički (Isauricus)

Italski (Italicus)

Kretski (Creticus)

Makedonski (Macedonicus)

Numidski (Numidicus)

Spartanski (Sparticus) 

Utički (Uticensis)
Vidi i: Naslovi pobjednika nad barbarskim narodima
Slijedi popis nekih poznatih cognomena. U zagradi je pored latinskog oblika navedeno značenje iz kojeg je proistekao.
Ahenobarb (Ahenobarbus, crvenobradi)

Albin (Albinus, bijeli)

Barbat (Barbatus, bradonja)

Brut (Brutus, grub)

Celer (Celer, brzi)

Cepion (Caepio, trgovac lukom)

Cezar (Caesar, kosmat)

Ciceron (Cicero, slanutak)

Dentat (Dentatus, zubati)

Emilijan (Aemilianus, protivnik)

Feliks (Felix, sretni)

Filip (Philippus, konjoljub)

Flak (Flaccus, uhati)

Flav (Flavus, plavokosi)

Flor (Florus, cvjetni)

Galo (Gallus, pijetao)

Kaligula (Caligula, čizmica)

Kalvo (Calvus, ćelavi)

Kar (Carus, slatki)

Kaska (Casca, starački)
Katalina (Catalina, čist)

Katon (Cato, mudri)

Katul (Catullus, pametna glavica)

Keko (Caecus, slijepi)

Koklo (Cocles, jednooki)

Korvo (Corvus, gavran)

Kras (Crassus, debeli)

Krispin (Crispinus, kovrčavi)

Lentul (Lentulus, leća)

Lentul (Lentulus, spori)

Lepid (Lepidus, ljepotan)

Livijan (Livianus, blijedi)

Longo (Longus, visoki)

Lukul (Lucullus, mali Lucije)

Lupo (Lupus, vuk)

Maksim (Maximus, najveći)

Nazon (Naso, nosonja)

Neron (Nero, crni)

Nerva (Nerva, tvrd)

Niger (Niger, crni)

Paulo (Paulus, mali)

Peto (Paetus, treptavi)

Pizon (Piso, grašak)

Plaut (Plautus, ravni tabani)

Prob (Probus, časni)

Ruf (Rufus, crvenokosi)

Scevola (Scaevola, ljevak)

Sever (Severus, strogi)

Strabon (Strabo, razroki)

Tuditan (Tuditanus, tvrdoglavi)

## Neka ženska imena
Acija (Atia)

Agripina (Agrippina )

Akonija Paulina (Aconia Paulina)

Akvilija Severa (Aquilia Severa)

Alfidija (Alfidia)

Alipija (Alypia)

Anharija (Ancharia)

Anija Galerija Aurelija Faustina (Annia Galeria Aurelia Faustina)

Antistija (Antistia)

Antonija (Antonia)

Arija (Arria)

Aurelija (Aurelia)

Bebijana (Baebiana )

Cecilija Metela (Caecilia Metella)

Didija Klara (Didia Clara)

Domicija (Domitia)

Druzila (Drusilla)

Elija Domicija Paulina (Aelia Domitia Paulina)

Elija Flacila (Aelia Flacilla)

Emilija Lepida (Aemilia Lepida)

Eufemija (Euphemia)

Eutropija (Eutropia)

Fabija (Fabia )

Faltonija Beticija Proba (Faltonia Betitia Proba)

Fanija (Fannia)

Fausta (Fausta)

Flavija Domicila (Flavia Domitilla)

Fulvija (Fulvia)

Gala Placidija (Galla Placidia)

Galerija Valerija (Galeria Valeria)

Gneja Seja Herenija Salustija Barbija Orbijana (Gnaea Seia Herennia Sallustia Barbia Orbiana)

Honorija (Honoria)

Julija Akvila Severa (Julia Aquila Severa )

Julija Livila (Julia Livilla)

Junija Kalvina (Junia Calvina)

Justina (Justina)

Klaudija Antonija (Claudia Antonia)

Klodija (Clodia)

Kornelija (Cornelia)

Krispina (Crispina)

Leoncija (Leontia)

Licinija (Licinia)

Livija Druzila (Livia Drusilla)

Livila Klaudija (Livilla Claudia)

Lolija Paulina (Lollia Paulina)

Lucila (Lucilla )

Magija (Magia)

Manlija Skantila (Manlia Scantilla)

Marcija (Marcia)

Marcijana (Marciana)

Mecija Faustina (Maecia Faustina)

Mesalina (Messalina)

Mucija (Mucia)

Mumija Ahejska (Mummia Achaica)

Oktavija (Octavia)

Papijanila (Papianilla)

Paulina (Paulina)

Pompeja (Pompeia)

Popeja (Poppaea)

Popilija (Popillia)

Porcija (Porcia)

Priska (Prisca)

Pulherija (Pulcheria)

Sempronija (Sempronia)

Servilija (Servilia)

Severa (Severa)

Severina (Severina)

Sulpicija (Sulpicia)

Terencija (Terentia)

Ticijana (Titiana)

Trankvilina (Tranquillina)

Tulija (Tullia)

Ulpija (Ulpia)

Valerija Mesalina (Valeria Messalina)

Violentila (Violentilla)

Vipsanija (Vipsania)

Vistilija (Vistilia)

## Imena careva
Carev nomen često otpada na novcu. Tako znameniti car Trajan nikad pred svoj cognomen na novac ne stavlja nomen ULPIUS. Nomen se održava na rimskom novcu redovno do Konstantina I. Velikog. Zatim se ono javlja sporadično sve do zadnjeg člana Konstantinove dinastije Julijana Apostate, a onda nestaje prepuštajući mjesto samo cognomenu (od Jovijana do Honorija). No već od polovice III st.n.e. javljaju se, osobito na novcu malog formata zbog skučenosti prostora, imena careva u najkraćem obliku, to jest samo u cognomenu: Gallienus, Claudius, Aurelianus, Probus. Na malobrojnom kasnorimskom novcu javljaju se od Placidija Valentinijana III. ponovno nomen uz obavezna cognomen. Npr.: Petronius Maximus, Julius Maiorianus, Libius Severus i Julius Nepos. 
Sve što je ovdje rečeno za careve vrijedi i za carice. Kod carica je nomen redovno reduciran na cognomen, i to od Agripine do Komodove žene Krispine. Drevni prizvuk ima kod tih carica nomen muža kao dodatak uz cognomen: PLOTINA AUG(usta) IMP(eratoria) TRAIAN. Koncem II. i tokom čitavog III.st. uvodi se na novcu carica nomen. Od Manlije Skantile preko Otacilije Severe i Herenije Etruscile do ljupke Magnije Urbike, čitav niz carica nosi na novcu svoja obiteljska imena. U V.st.n.e. carice (osobito istočnorimske) nose pred svojim nomen tobožnji praenomen AEL(ia).